# Christy Bonevacia
Christy Janga Bonevacia (Willemstad, 25 dicembre 1985) è un ex calciatore olandese, di ruolo centrocampista.

## Carriera

### Club
Cresce nelle giovanili dello Zaanlandia, dell'Hellas Sport e dell'AZ Alkmaar. Nel 2003 l'AZ Alkmaar lo promuove in prima squadra. Nel 2005 si trasferisce all'Emmen, in cui riesce a trovare più spazio. Nel gennaio 2008 passa all'Haarlem. Nell'estate 2008 viene acquistato dallo Spakenburg. Nel 2011 si trasferisce allo Zwaluwen '30. Nel 2012 viene acquistato dal VVA. Nel gennaio 2016 si trasferisce al Bennekom. Nell'estate 2016 passa all'Oostzaan. Nel 2017 viene acquistato dall'USV Hercules.

### Nazionale
Ha debuttato in nazionale il 2 settembre 2011, in Antigua e Barbuda-Curaçao (5-2). Ha collezionato in totale, con la maglia della nazionale, 6 presenze.